# Samaritaner
Samaritanerne er både en etnisk og religiøs gruppe. Etnisk er samaritanerne efterkommere af folk der boede i området Samaria (bjergrigt område ved Jordanfloden) før den babylonske tilfangetagelse af jøderne – som beskrevet i Jer 52.28-30). Religiøst anser samaritanerne sig som de sande jøder og bygger deres tro på Torahen og Josuas/Josvas Bog. Bjerget Garizim (Har Garizim) nær Shechem (Nablus) i Samaria er samaritanernes hellige bjerg og centrum for deres religion. Gruppen stammer fra den tid, da assyrerne fejede hen over det nordlige jødiske kongerige i 720 f.Kr. Samaritanerne nedstammer fra de jøder, der ikke blev sendt i eksil i Babylon, men som blev i landet. Da jøderne kom tilbage fra eksil i 538 f.Kr. undgik de samaritanerne, fordi de havde giftet sig med deres erobrere, selv om samaritanerne krævede streng overholdelse af mosaisk lovgivning. De tilbagevendte jøder udelukkede dem fra templet i Jerusalem, og derfor indrettede samaritanerne deres eget tempel på Garizimbjerget. Dette blev dog senere ødelagt lige som en senere opført synagoge.
Samaritanerne taler arabisk til hverdag og oldhebraisk til gudstjenester og gifter sig kun indbyrdes, med mindre den udkårne udefra konverterer. Samaritanere bruger en anden kalender (tidsregning) end de øvrige jøder.
Samaritanerne bor to forskellige steder – ca. halvdelen i et område i Holon (en forstad til Tel Aviv) og den anden halvdel i landsbyen Kiryat Luza ved toppen af Garizimbjerget nær Shechem (om vinteren bor nogle af dem ved Garizimbjergets fod ved en spartansk synagoge men om sommeren bor alle i landsbyen). Landsbyen har egen gravplads, samaritanernes største synagoge og påskeofferpladsen, hvor de afholder den store påskeofferfest med slagtning af får og efterfølgende grill og spisning.
Der bor ca. 5-600 samaritanere de to steder, og så vidt vides findes der ikke samaritanere andre steder i verden. Tidligere har der været mange flere samaritanere men på grund af flere massakrer gennem historien er antallet væsentligt reduceret.

## Den barmhjertige samaritaner
I den kristne verden er folkegruppen nok mest kendt fra Jesu lignelse om "den barmhjertige samaritaner" (Luk, kapitel 10, vers 25-35). Ordet "samaritan/samaritaner" har fået betydningen "hjælpsom og godhjertet person" i kristne samfund. Den betydning ligger til grund for navnet samaritter.
Det skal ikke glemmes, at samaritanerne var en udstødt gruppe på Jesu tid, se f.eks. om den samaritanske kvinde. (Joh, kapitel 4, vers 9)